# Такахаси, Микако
Микако Такахаси (яп. 高橋美佳子 Такахаси Микако) — сэйю и певица. 

## Биография
Родилась 29 мая 1980 года в префектуре Тиба. Использует псевдоним «Микако Хиатт». Работает в компании I'm Enterprise.
31 декабря 2016 года сообщила о своём браке. 4 августа 2017 года родила мальчика.

## Озвученные роли
- Ами в Burst Angel

- Микако Хиатт в Excel Saga
- Садохару в Gintama
- Касуми Тани в Hand Maid May
- Аюми Ямада в Honey and Clover
- Хроно Хараоун в Magical Girl Lyrical Nanoha
- Ёрико Кусумото в Moryo no Hako
- Сайдзо и Сая в Peacemaker Kurogane
- Сакуно в The Prince of Tennis
- Монморанси в Zero no Tsukaima
- Родорэамон в Simoun
- Ноа Эн в The Legend of the Legendary Heroes
- Рэвери Мезерленс в «Воздушных пиратах»
- Русюна Тэндо в «Гренадере»
- Томоми Исомура в «Стальной тревоге»
- Санбан в «Эльфийской песни»